# Orfeuil
Orfeuil is een gehucht in de Franse gemeente Semide in het departement Ardennes in de regio Grand Est. Orfeuil ligt in het zuiden van de gemeente.
Rond Orfeuil werd tijdens de Eerste Wereldoorlog zwaar gevochten en de meeste gebouwen werden volledig verwoest. Het gehucht lag aan het eindpunt van een spoorlijn Le Châtelet-sur-Retourne–Juniville–Vouziers, die tijdens de Eerste Wereldoorlog door de Duitse strijdkrachten aangelegd en gebruik werd. Deze lijn voorzag depots, stellingen en kazernes van munitie en andere voorraden en in de tegenovergestelde richting werd de lijn gebruikt voor het vervoer van gewonde en gesneuvelde soldaten.
Hierdoor bevinden zich even ten oosten van Orfeuil het Deutsches Gräberfeld Orfeuil met ruim 1.100 Duitse en de Nécropole nationale d'Orfeuil met ruim 1.300 Franse begraven slachtoffers van de Eerste Wereldoorlog. De Duitse graven worden onderhouden door de Volksbund Deutsche Kriegsgräberfürsorge.